# Una rivoluzione ci salverà. Perché il capitalismo non è sostenibile
Una rivoluzione ci salverà è un saggio ambientale del 2015 scritto da Naomi Klein.

## Trama
Nel libro si racconta di come una serie di fattori diversi tra loro, abbiano portato al riscaldamento globale. Correlato di interviste e inchieste che dimostrano un certo lassismo politico e il sostanziale conflitto che intercorre tra il capitalismo deregolamentato e le necessità ambientali.

## Edizioni
- (EN) Naomi Klein, Una rivoluzione ci salverà, Milano, Rizzoli, 2015,  p. 733, ISBN 9788817079273.